# Alex Russo
Pour les articles homonymes, voir Russo.
Alexandra Margarita « Alex » Russo est née le 31 mai , est le personnage principal de la série sitcom Les Sorciers de Waverly Place diffusé sur Disney Channel depuis le 12 octobre 2007. Elle est interprétée par la jeune actrice Selena Gomez. En 2008, AOL l'a nommé la vingtième meilleure sorcière dans l'histoire de la télévision. Alex est un des seuls personnage à apparaitre dans tous les épisodes de la série, avec Justin. Son personnage est également apparu dans les deux séries Disney, La Vie de croisière de Zack et Cody et Hannah Montana.
Alex a beau être la deuxième née, c'est réellement elle la reine de Waverly Place. Elle suit généralement la règle du « je lance un sort d'abord, je pose les questions plus tard », au grand désespoir de ses parents. Ce qui est sûr, c'est que sa magie débridée rend le quotidien très divertissant chez les Russo. Stylée et maligne, Alex affectionne son individualisme et préfère vivre à sa façon plutôt que se fondre dans la foule.

## Personnage central de la série
Alex est née sur la banquette arrière d'un taxi  Souvenirs d'enfance (Saison 2, épisode 9). Depuis ce jour, la famille utilise tout le temps le même taxi lors de ses déplacements. 
Elle est ironique, extravertie et parfois impolie envers sa famille et ses amis. Alex n'est pas une élève brillante ni à l'école (sauf en ce qui concerne le dessin, la seule matière dans laquelle elle excelle) ni dans les cours de magie. Elle s'attire souvent des ennuis en impliquant la magie. Alex est intelligente mais pas capable de se concentrer longtemps. Elle est très jolie et s'en vante parfois.
Alex est souvent distraite pendant les cours de magie, et ne retient pas tous les sorts. Elle en connait une centaine au début de la saison 3, alors que Justin en connaît 5000. À plusieurs reprises, Max est meilleur qu'elle,. Lors de la saison 4, Alex se rend enfin compte qu'elle doit améliorer son niveau en magie et commence à étudier les sorts et à utiliser le procédé de son frère : Les chansonnettes. Grâce à ce procédé, Alex apprend de plus en plus de sorts jusqu’à se rapprocher du niveau de son frère. 
Alex gagne la compétition familiale des sorciers grâce à ses études. Ayant aidé son frère coincé dans des racines en lui disant : "Je ne veux pas gagner comme ça", elle ne franchit pas l'arrivée en premier mais son frère se sentant coupable de la défaite de sa sœur, raconte ce qui s'est passé, Alex devient alors la sorcière de la famille tandis que son frère devient le nouveau directeur et archi-mage de l'école de sorcellerie.

## Aventures
Sa mère, Theresa, la décrit comme étant « une fille espiègle magnifique » dans l'épisode Maximan. Alex se dispute souvent avec son frère Justin. Dans l'épisode Le Prix de la citoyenneté de la saison 3, alors qu'elle est sous l'envoûtement du sortilège de la vérité, Alex révèle que si elle agit méchamment c'est tout simplement parce qu'elle veut être aimée et que sa plus grande peur est d'être détestée.
Alex demande à tout le monde de suivre ses conseils car elle s'y connait énormément dans la mode, les relations, les filles et les garçons. Mais au-dessus de tout cela, elle peut être très furtive et délicate. Elle est volontaire pour admettre qu'elle est faite pour les choses pas forcément bonnes et elle ne se sent pas à l'aise lorsque les gens ne sont pas d'accord avec elle. Sa meilleure amie depuis l'enfance, Harper Finkle (Jennifer Stone), qui essaye tout le temps de la sortir des ennuis. Cette dernière est également sa voix de sagesse. Dans l'épisode, Mise à l'écart, Alex dit de Harper qu'elle est sa sœur. Son meilleur ami de l'école des sorciers est Hugh Normous (Josh Sussman) dont elle lui dit dans l'épisode Le Château des sorciers qu'il est le « pire meilleur ami ». Bien qu'elle continue de martyriser son frère Justin, les deux semblent avoir un lien proche qu'aucun ne semble avoir avec un autre personnage dans la série. Son ennemie depuis le jardin d'enfance est Gigi Hollingsworth (Skyler Samuels), depuis que Gigi a renversé du jus sur la couverture d'Alex et a dit à tout le monde qu'Alex avait eu un "accident" durant la sieste. Alex utilise très souvent la magie pour résoudre ses problèmes qui finit régulièrement en un plus gros problème qu'au début. Son aptitude d'utiliser la magie sans aucune permission est souvent causé par son manque de travail et le non-respect des règles qu'elle estime inutiles. Alex étudie difficilement les conséquences de la magie et n'est pas souvent préparée quand la situation devient vétuste, ce qui l'oblige à demander de l'aide à son frère Justin quand elle découvre qu'elle ne peut pas tout arranger seule. Cela démontre qu'Alex est à un niveau inférieur à Justin mais elle est très habile pour "les élever plus haut" quand un sorcier peut faire son propre sort d'urgence. Dans l'épisode La Maison de poupée, Alex révèle qu'elle ignorait qu'elle était une sorcière à l'âge de 5 ans.
Riley (Brian Kubach) a été le coup de cœur d'Alex pendant presque toute la saison 1. Pour l'impressionner, elle se surnomme son « porte-bonheur » et utilise la magie lors des matchs de baseball afin de le prouver. Elle a aussi rendu Riley jaloux - après qu'il a rompu avec elle - en donnant vie à un mannequin d'une boutique de vêtements afin que ce dernier sorte avec elle.
Elle est une fille à papa et selon son père, Jerry (David DeLuise), elle utilise ses yeux de petit chiot pour qu'il lui accorde ce qu'elle veut. Elle ne peut pas dire quand son père devient sur-protecteur envers elle. Elle pense seulement qu'il devient fou et il n'arrange pas la situation quand il lui dit qu'elle grandit. Dans l'épisode Tapis, mon beau tapis ! elle dit à son père qu'elle sera toujours sa petite fille. Elle n'est pas très déconcertée par beaucoup de choses -pour ne pas dire jamais- quand il est sur-protecteur et qu'il continue de lui dire ce qu'elle ne doit pas faire. Par exemple, dans l'épisode Maximan lorsque Jerry entend Alex dire à sa mère que son petit-ami Dean veut l'embrasser et il a dit "T'embrasser ? Qui tu embrasses ?" et il a commencé à paniquer. Plus tard dans l'épisode, Alex embrasse Dean et quand son père lui pose la question, elle essaye de changer de sujet en lui disant qu'il devrait être fier de ses enfants.
Alex est souvent représentée comme étant une flemmarde, plus souvent dans son lycée qu'à l'école des sorciers. Si Alex ne veut pas faire quelque chose qui est lié au lycée, elle trouvera une excuse ou complotera sur pourquoi elle ne veut pas le faire ou simplement en ne le faisant pas. Elle se rebelle très souvent contre les devoirs obligatoires avec gaieté et l'a un peu exposé. Elle a la réputation d'aller le plus souvent dans le bureau du principal, donc Alex et Mr. Laritate ont leur discussion routinière chaque jour, ils se font même du café et s'échangent leurs déjeuners. Elle n'aime pas les activités scolaires (théâtre, pom-pom girls etc.), mais elle a été contrainte de remplacer Harper en tant que Fée Clochette dans la pièce de théâtre Peter Pan dans l'épisode Conte de fées. Sa matière préférée est l'art plastique et c'est la seule matière dans laquelle Alex récolte de bons résultats et est même qualifié "la meilleure de la classe" ayant un vrai talent pour le dessin et la peinture.
Après que ses parents se sont plaints qu'elle ne participe jamais à un club du lycée, elle a menti en leur disant qu'elle était dans un club de lecture et qu'elle a même gagné le Prix de la meilleure lectrice. Elle rentre donc par effraction dans la chambre de Justin pour lui voler un Awards. Pour se venger, Justin fabrique une grande fille robot nommée Frankie pour qu'elle surveille sa chambre. Mais lorsque Frankie rencontre Alex, celle-ci veut devenir sa meilleure amie, ce qu'Alex ne veut pas. Mais Alex se dit que si elle devient la meilleure amie de Frankie, Justin serait furieux. Alex déclare donc à Justin qu'elle est devenu la meilleure amie de Frankie. Pour se venger une nouvelle fois, Justin jette un sort à Frankie pour qu'elle adore les pom-pom girls (ce qu'Alex déteste) et exige à Alex de s'inscrire dans l'équipe des pom-pom girls avec elle. Dans l'épisode La Chasse aux monstres Alex devient jalouse de Justin lorsque ce dernier devient précoce dans la formation des sorciers. Alors elle crée une chanson pour se souvenir des sortilèges.
Alex et Justin se déjouent, comme les deux sont à l'opposé en termes de personnalité ; Justin est responsable, gentil, sensible, affectueux, bosseur et juste dans les jugements mais souvent spirituel quand il parle car il est secrètement en compétition pour être le meilleur sorcier, depuis qu'il adore ça il est facilement incertain face à Alex et ses superbes exploits magiques. Alex est paresseuse, insouciante, spirituelle, marrante, sarcastique, bornée et partial quand il s'agit d'elle-même ou de son amour contre les autres personnes. Elle n'est pas très douée pour montrer ses émotions, dire ce qu'elle ressent vraiment et ses désirs comme le fait qu'elle aimerait être comme son frère Justin.

## Ses qualités
Malgré ses défauts, Alex est loin d'être cruelle et elle a de nombreux exemples de générosité, de loyauté et de compassion. Elle se préoccupe réellement pour Harper, tellement que dans l'épisode La Révélation, Alex révèle à Harper son secret d'être une sorcière après avoir culpabilisé de le lui cacher. Elle aime chèrement son frère Justin, elle le montre dans l'épisode Tourner la page en essayant de trouver un moyen d'aider Justin à oublier son ex-petite-amie Juliette. Alex peut parfois aussi se sentir coupable et avoir des remords dans ses actes, elle doit donc s'excuser et en assumer la responsabilité.
Dans la saison 3, Alex devient rarement la source des problèmes magiques et devient même l'une de ceux qui les résolvent. Malgré tout, elle garde toujours sa mauvaise réputation et elle reste celle à blâmer quand la magie cause des vétustes.
Dans le film, Alex dit à Justin qu'il est tout ce qu'elle aimerait être et qu'elle est jalouse de combien il peut être intelligent et aussi gentil. Justin lui répond qu'il est jaloux que tout arrive facilement à Alex, plus particulièrement en magie, voilà pourquoi il essaye tant d'être parfait.
À la fin de la saison 3, Harper dit à Alex ce qu'elle aime chez elle, Alex s'en fiche de l'apparence des autres, et elle n'a jamais honte d'être à côté de quelqu'un qui se montre ridicule.

## Ses amoureux
- Brad Sherwood (Shane Lyons) ; vu dans l'épisode Potion tragique de la saison 1.
- Riley (Brian Kubach) ; vu dans les épisodes L'Amour en chocolat, La Batte enchantée et Les Amoureux d'Alex de la saison 1.
- Mannu Quinn (Matt Smith) ; vu dans l'épisode Les Amoureux d'Alex de la saison 1.
- Dean Moriarty (Daniel Samonas) ; vu la première fois dans l'épisode Le Super Quiz de la saison 2 et vu pour la dernière fois dans l'épisode Voyage au centre de Mason de la saison 4. Alex et Dean sont sortis ensemble durant toute la saison 2 et se sont séparés dans l'épisode Séparation le 28 de la saison 2. Dean est réapparu dans l'épisode Voyage au centre de Mason de la saison 4, essayant de reconquérir Alex mais cette dernière refuse, étant folle amoureuse de Mason.
- Ronald Longcape, Jr. (Chad Duell) ; vu dans les deux parties de l'épisode Magitech en péril de la saison 2. Il a rompu avec elle en prenant l'apparence de Dean pour qu'Alex puisse se consoler dans ses bras.
- Zack Martin (Dylan Sprouse) ; vu dans l'épisode La Vie de croisière des Russo de la saison 2 et l'épisode Tous à bord ! de la saison 1 de La Vie de croisière de Zack et Cody. Zack flirte avec Alex. Voyant qu'elle lui plaisait, Alex s'est servi de Zack pour jouer un mauvais tour à ses deux frères, Justin et Max. Lorsque Zack s'est rendu compte qu'elle l'utilisait, il la traite de rusée, sadique et de cœur froid. Mais cela a été immédiatement suivi d'un "Où étais-tu durant toute ma vie ?".
- Javier (Xavier Torres) ; vu dans Les Sorciers de Waverly Place, le film.
- Mason Greyback (Gregg Sulkin) ; il a été mentionné dans l'épisode Voyage dans le temps de la saison 2, lorsque la Harper du futur demande à Alex si Mason a rompu avec elle, mais Alex ne l'a pas encore rencontré. Il a été vu pour la première fois dans l'épisode, Un garçon sous le charme de la saison 3. Dans l'épisode Les Sorciers contre les loups-garous Mason lui offre un collier en forme de cœur qui s'illumine lorsqu'on est amoureux. Plus tard dans l'épisode, Mason révèle à Alex qu'il est un loup-garou et Alex lui révèle qu'elle est une sorcière. Dans ce même épisode, Mason accepte d'aider Justin, Max et Alex à retrouver Juliette qui fut kidnappée par une momie. Dès que Mason voit Juliette, il se souvient qu'il est sorti avec elle 300 ans auparavant et il hurle qu'il l'aime. Alex balance le collier et rentre chez elle en pleurant et commence à déprimer. Mason essaye de lui parler et de lui prouver que la seule qu'il aime réellement, c'est bien elle. Mais Alex refuse de le croire et lui demande de partir. Finalement ils repartent ensemble en Transylvanie, là où elle a balancé le collier. Une fois retrouvé, Alex enfile le collier autour du cou de Mason et le collier se met à s'illuminer. Mais c'est trop tard car Mason a été mordu par Juliette qui est un vampire, et cette morsure a transformé Mason en loup à jamais. Mais depuis l'épisode Alex sauve Mason, Alex et Mason sont de retour ensemble. Dans l'épisode Beast Tamer de la saison 4, Mason a fabriqué une sculpture pour l'anniversaire de leur première année ensemble. Mais dans l'épisode suivant, Alex rompt avec Mason après que celui-ci a douté des sentiments d'Alex et a ruiné la cérémonie où Alex reçoit le Prix de la "sorcière de l'année". Mais dans l'épisode 21 de la saison 4, Alex emménage dans un appartement avec Harper et les deux meilleures amies découvrent que Mason est leur voisin. Dans l'épisode suivant, Mason décide de rendre Alex jalouse en acceptant de sortir avec leur nouvelle voisine, mais Alex devient jalouse et fait en sorte que cette fille retourne d'où elle vient. Dans l'épisode 23 de la saison 4, Alex décide de se remettre avec Mason en lui disant que peu importe la situation dans laquelle ils se retrouvent, ils ne peuvent pas s'empêcher de se retrouver ensemble.